# King of New York
King of New York è un film del 1990 diretto da Abel Ferrara.
La sceneggiatura è scritta dallo stesso Ferrara con Nicholas St. John, suo abituale collaboratore.

## Trama
Frank White, un boss della droga, esce di galera deciso a rimettersi nei lucrosi affari. È nato in un quartiere degradato del Bronx e vuole costruire un grande ospedale, che il Municipio non è in grado di realizzare per mancanza di fondi, con i proventi previsti dallo spaccio di droga. Ritrova vecchi amici, ma le bande sono cresciute mentre era in prigione e Frank comincia a eliminare i concorrenti tenendosi a fianco Jenny, la sua ex-avvocatessa che ne è innamorata. Un ostacolo grosso è un altro boss, il losco italo-americano Artie, e l'ex galeotto se ne libera immediatamente. Però la polizia, che ha sospetti su White, si disinteressa delle sue ambizioni umanitarie e una notte la banda di Frank viene decimata nell'attacco a un locale, in cui il boss perde l'amico Jimmy. Per vendicarlo, Frank uccide l'agente Dennis Gilley, poi si reca a casa del tenente Bishop e lo ammanetta a una sedia; Bishop riesce a liberarsi e insegue il trafficante su di un convoglio della metropolitana. Nella sparatoria Bishop muore sul pavimento di un vagone, e Frank, ferito, muore dissanguato su un taxi mentre un nugolo di agenti lo circonda.

## Curiosità
- Il personaggio di Frank White ispirò anche il rapper The Notorious B.I.G., che per un periodo della sua carriera si fece chiamare per l'appunto Frank White e citò anche in molti testi delle sue canzoni, tra cui Runnin' (prodotta dal produttore newyorkese Easy Mo Bee e remixata da Eminem). Christopher Walken, incuriosito, decise di conoscere il rapper e pensò a lui per un ipotetico King of New York 2, incentrata su un nuovo Frank White di colore. Il progetto non venne mai realizzato a causa della prematura scomparsa del rapper.[senza fonte].
- Nei primi minuti di film si intravede chiaramente un poster del film Halloween 4 - Il ritorno di Michael Myers.
- Nei titoli di coda Laurence Fishburne è accreditato come Larry Fishburne.